# Информационна култура
Информационна култура в широкия смисъл това е съвкупност от принципи, при която се осигуряват положителни взаимодействия между етническите и националните култури, както и конюгиране в общия опит на човечеството. Информационната култура има два аспекта – този на възпитанието в информационната среда, тоест културата като отразяваща развитието и образованието, и от друга страна това е повече от информационната грамотност, която както и граматиката за езика осигурява основен минимален ресурс за работа с него, или съответно с информацията. Тоест за информационната култура се предполага наличността на много повече от грамотност, на наученото чрез опита и книгите, което дава възможност за достигането й.  
В тесен смисъл, за управлението на информацията, това е набор от знания и умения от висок клас за ефективна информационна дейност, която да постига високи и качествени резултати.
Информационната култура може да се разглежда като неразделна част от общата култура, фокусирана върху информационното подпомагане на човешката дейност. 
Информационната култура може да се разглежда като съставна част на общата национална култура, фокусирана и ориентирана върху информационното подпомагане на човешката дейност.

## Понятие за информационна култура
Информационната култура се формира като интегрално понятие, което включва следните компоненти:
- аудиовизуална култура,
- логическа култура,
- семиотическа култура,
- понятийно-терминологическа култура,
- технологическа култура,
- комуникационна култура,
- интернет култура.

Съвременната информационна култура, според стандарти, които са зададени в практиката в САЩ, съдържа принципи за онлайн култура, със съзнанието за настоящите медицински тематики, базови знания по обща медицина, но обширни знания по медицинско системно администриране, медицинско програмиране и т.н., тук могат да бъдат изброени много области както в медицината, така и системното администриране. 